# Spilocuscus maculatus
Spilocuscus maculatus hay cáo túi đốm là một loài động vật có vú trong họ Phalangeridae, bộ Hai răng cửa. Loài này được E. Geoffroy mô tả năm 1803.

## Hình ảnh

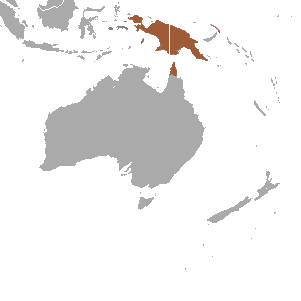
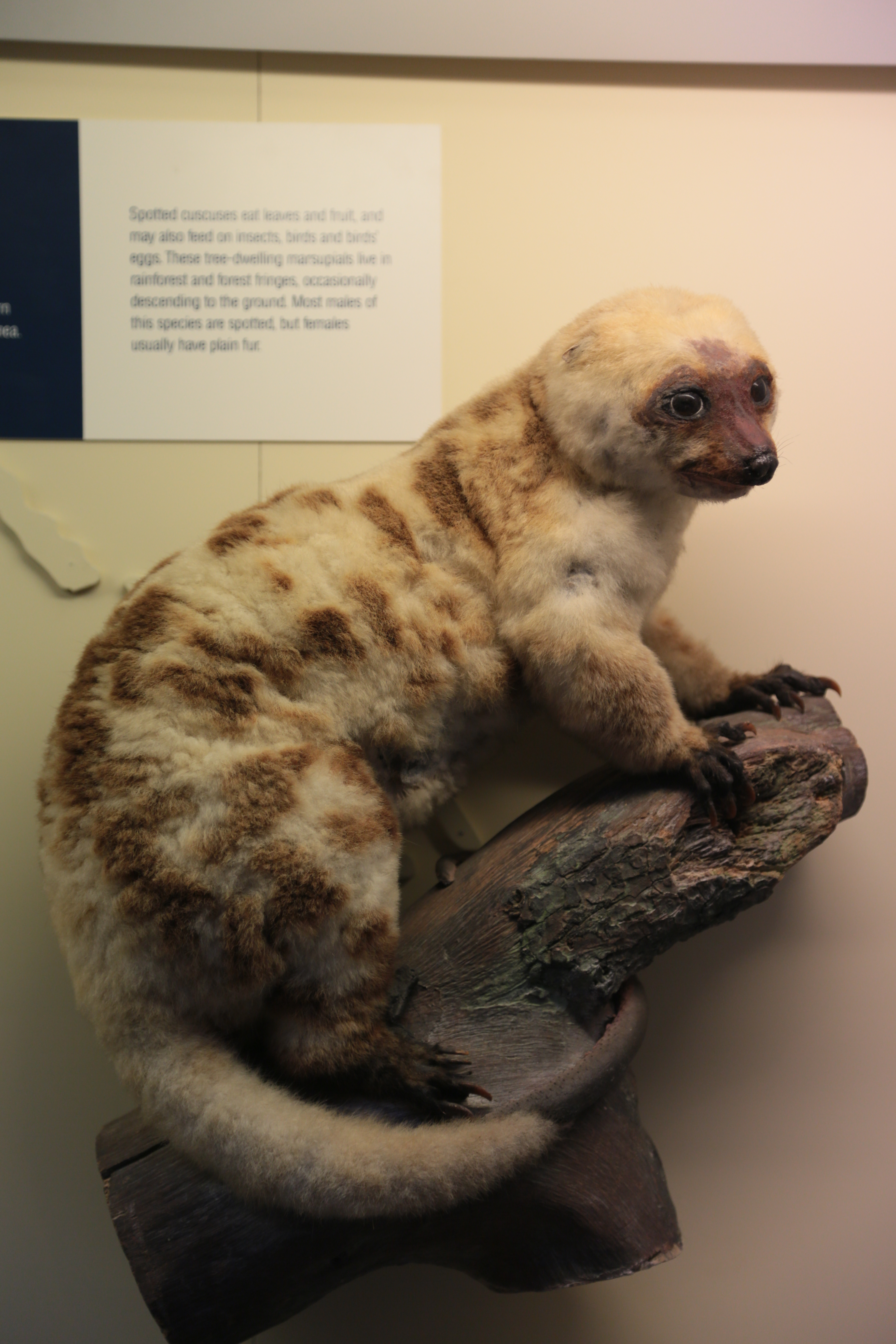
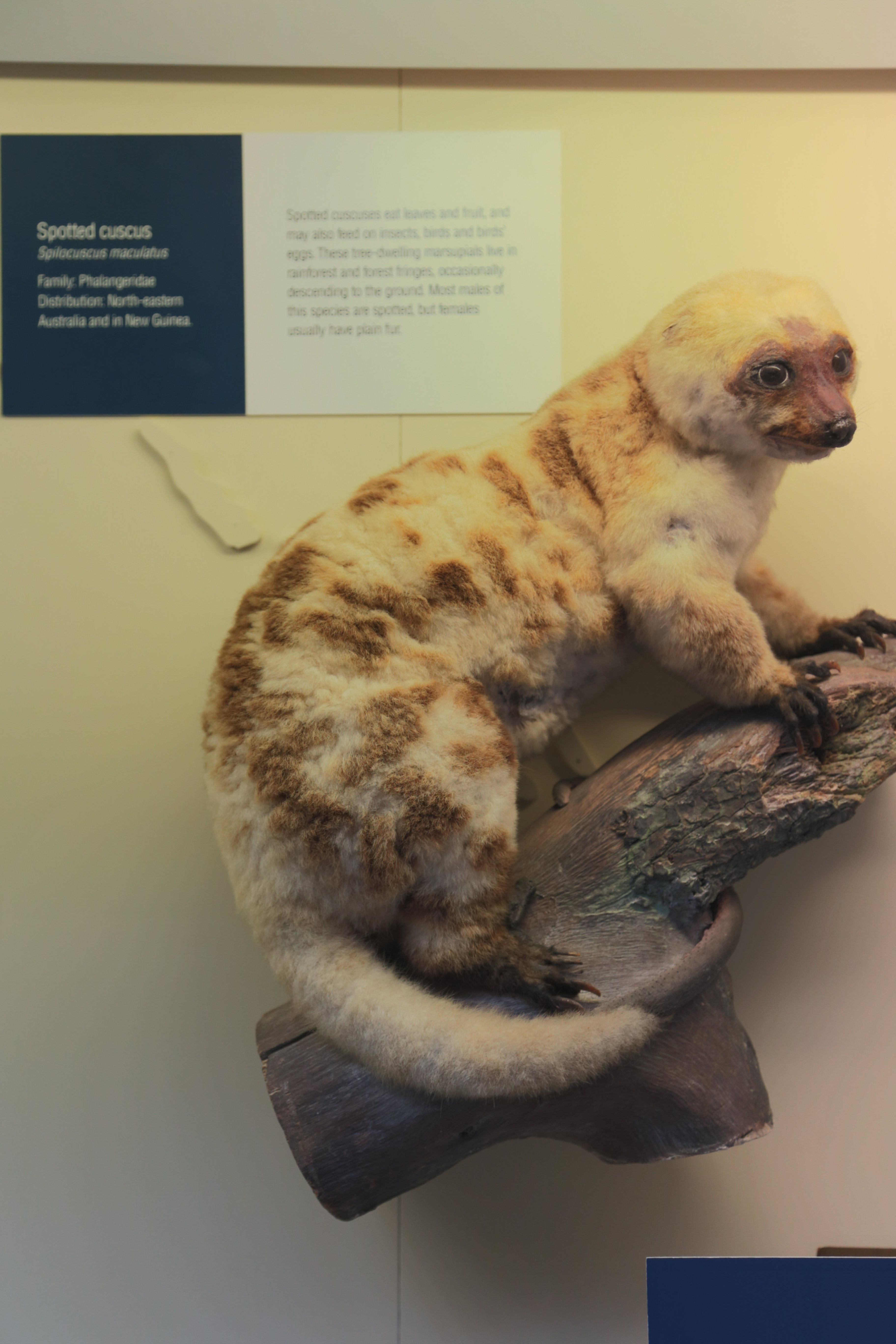
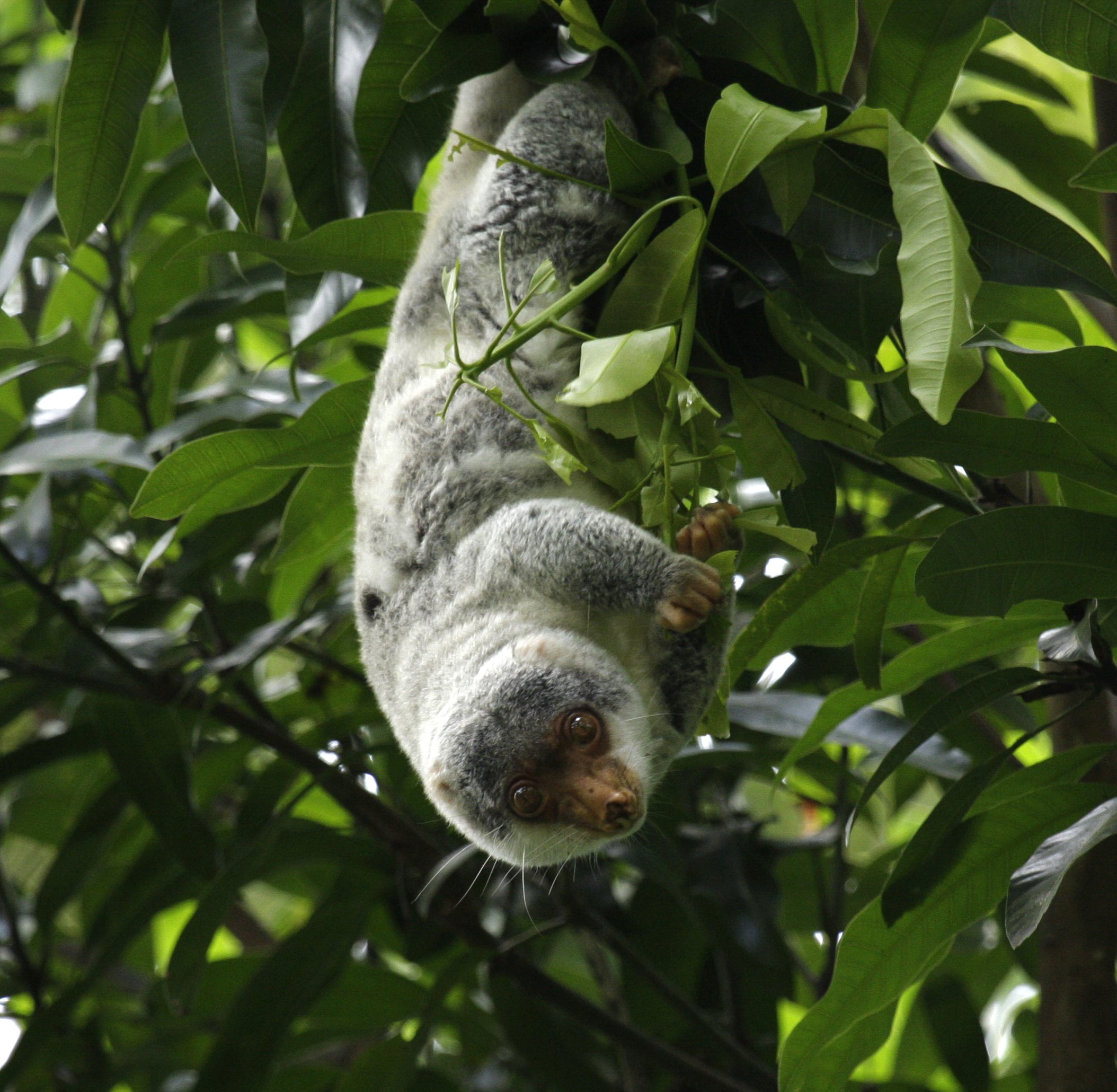